# Blenhorster Bach
Der Blenhorster Bach ist ein etwa 13 Kilometer langer linker Nebenfluss der Weser. Er fließt ausschließlich im Bereich des niedersächsischen Landkreises Nienburg und dort weitgehend in der Gemeinde Balge.
An der Landstraße von Wietzen nach Buchhorst liegt am Blenhorster Bach die 1769 errichtete Mahl- und Sägemühle. Sie verfügt über zwei Wasserräder, und zwar ein unter- und ein oberschlächtig. 1908 wurde daneben die Wassermühle Blenhorst mit dem viergeschossigen Mühlengebäude gebaut.

## Verlauf
Der Blenhorster Bach entspringt südwestlich von Bötenberg, westlich der B 6. Er fließt von dort in nordöstlicher Richtung durch Möhlenhalenbeck und durch Blenhorst. Dort nimmt er den Kreuzbach auf und im weiteren Verlauf den Wurmgraben. Er fließt durch Sebbenhausen und mündet am östlichen Ortsrand von Sebbenhausen in den Schleusenkanal. Dieser mündet etwa 200 Meter weiter nördlich in die Weser.